# 裏抜け
裏抜け（うらぬけ）とは印刷や筆記など、紙の上にインクで文字や図形などを記すとき、紙の裏側までインクが浸透してしまう状態のこと。
万年筆やつけペン、羽根ペン等の筆記具においては、字の折れや、止まる部分が、紙の裏から見たときにはっきりと分かるような状態になる。

## 原因
- ペン芯やインクのインクフローが良すぎるために、紙に過剰に染み込んでしまう。
- 紙質が粗悪な藁半紙など、インクが染み込みやすい紙質である。
- インクの量が多い。また、万年筆において、吸入式やコンバーターを用いてインク補充を行った場合、一時的に裏抜けしやすい状態となる事があるが、書いていれば直る。
- マジックインキなどの紙用には適さない浸透性の高いインクを用いた場合。

## 対処法
- 紙をより染み込みづらいものに替える。
- インクフローが悪い(渋い)インクに替える。
- ペン先のインクの量を減らす。なお、筆記具をメーカーやペンクリニック等で調整してもらわなくてはならない場合もある。
- 顔料インクなどの浸透性の低いインクを用いる。